# Heinrich Cramer (Forstwissenschaftler)

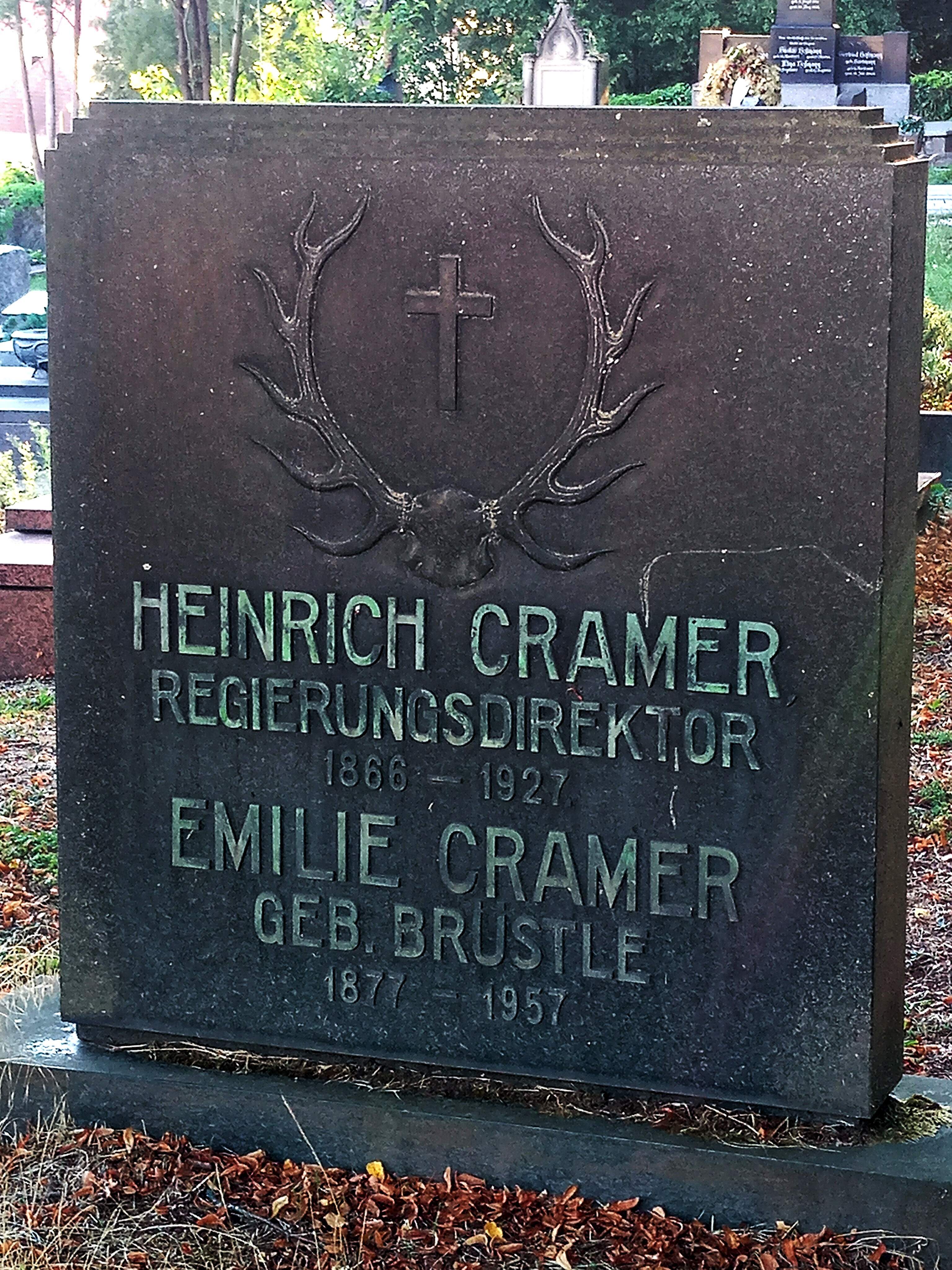
Grabstein auf dem Friedhof Annweiler

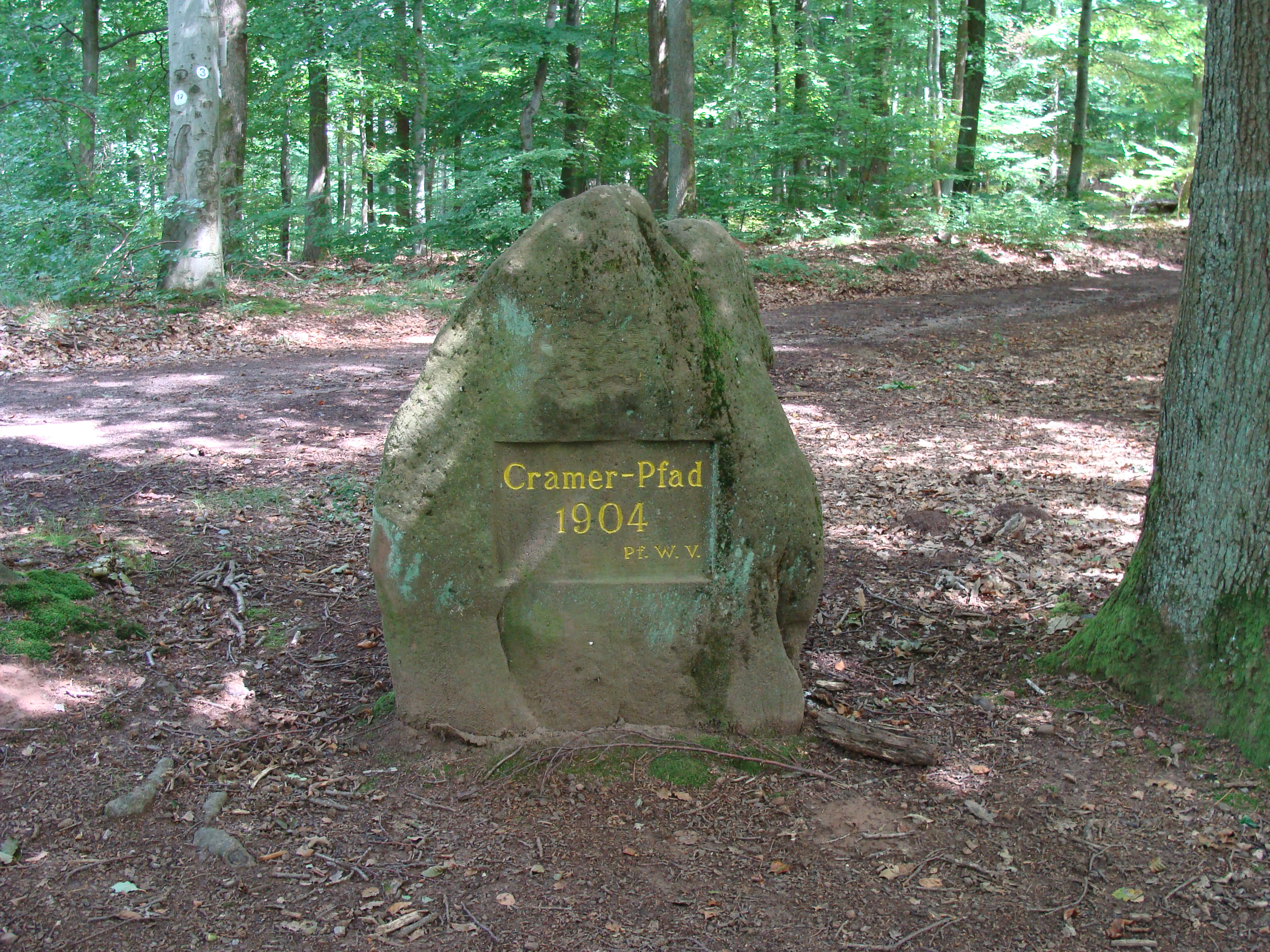
Ritterstein Nr. 42, „Cramerpfad“

Heinrich Cramer (* 11. Dezember 1866 in Blankenborn; † 22. September 1927 in Speyer) war ein deutscher Forstwissenschaftler, bayerischer Forstbeamter, Regierungsdirektor und Aktivist des Pfälzerwald-Vereines.

## Leben
Er war der Sohn eines Försters, besuchte die Lateinschule Bad Bergzabern, das Gymnasium Kaiserslautern und studierte Forstwirtschaft an der Forstlichen Hochschule Aschaffenburg, sowie an der Universität München.
1894 trat Heinrich Cramer in den bayerischen Staatsdienst ein, war zunächst Forstamtsassistent und dann Forstamtsassesor an verschiedenen Plätzen. Schließlich wurde er Forstmeister (Förster) in Wattenheim und in Schweigen. 1912 avancierte er zum Forstrat bei der Pfälzischen Regierung in Speyer. Im Ersten Weltkrieg als bayerischer Offizier im Fronteinsatz, ernannte man ihn 1920 zum Oberregierungsforstrat. Als Gegner der von der französischen Besatzungsmacht unterstützten Separatistenbewegung ausgewiesen, kehrte Cramer 1924 zurück und wurde Regierungsdirektor sowie Leiter der Forstkammer in Speyer. Damit war er der höchste pfälzische Forstbeamte.
Cramer amtierte als Vorstandsmitglied im Pfälzerwald-Verein, als 2. Vorsitzender des Pfälzer Kriegerbundes und gehörte als Aktivist dem Trifelsverein Annweiler an.
Er ließ einen Wanderweg von unterhalb der Madenburg in Richtung Trifels einrichten, um die steilen Wegverhältnisse auf dieser Strecke zu vermindern. Dieser Weg heißt „Cramerpfad“ und man widmete ihm dort die Rittersteine Nr. 42 und 43. In Vorderweidenthal, bei der Burg Lindelbrunn, ist die Gaststätte „Cramerhaus“ nach ihm benannt. In Elmstein trägt der „Cramerfels“ seinen Namen und zählt als Ritterstein Nr. 100.
Heinrich Cramer wurde auf dem Friedhof Annweiler beigesetzt, das Grab ist bis heute (2020) erhalten. Er war verheiratet mit Emilie Brüstle (1877–1957), die von hier stammte.